# ジャン＝パスカル・バラク
ジャン＝パスカル・バラク（Jean-Pascal Barraque、1991年4月24日 - ）は、トップ14USAペルピニャンに所属するラグビー選手。

## プロフィール
- フランスル・シェネ出身[1]。
- ポジションはスタンドオフ(SO)、センター(CTB)、フルバック(FB)。
- 身長 182cm、体重 80kg
- U20フランス代表に選ばれたことがある[2]。
- フランス代表キャップは1（2024年7月現在）。

## 略歴
ビアリッツ、トゥールーズ、ラ・ロシェル、ボルドー、ASMクレルモン・オーヴェルニュを経て、2023年、USAペルピニャンに加入。
2024年、2024パリ五輪の7人制フランス代表に選ばれて金メダル獲得。